# Teatro greco

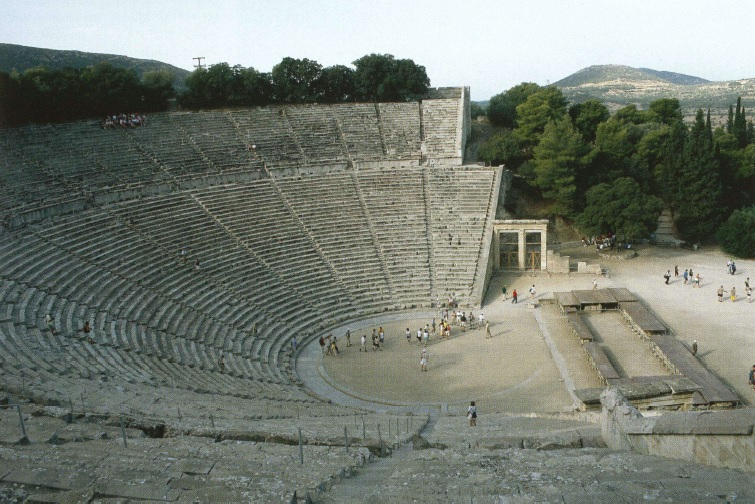
Il teatro di Epidauro

Per teatro greco si intende l'arte teatrale nel periodo della Grecia classica, in particolare nell'Atene del V secolo a.C., poiché la quasi totalità delle opere teatrali oggi conosciute venne lì rappresentata. Gli ateniesi di quel periodo, per i quali le rappresentazioni erano non solo uno spettacolo, ma anche una cerimonia religiosa, conoscevano tre tipi di opere teatrali: la tragedia, la commedia e il dramma satiresco.
Le rappresentazioni teatrali avvenivano ad Atene in occasione di tre feste in onore di Dioniso (dio del teatro, nonché dell'estasi, del vino e della liberazione dei sensi) che si tenevano nel corso dell'anno: le Grandi Dionisie, le Lenee e le Dionisie rurali. Il teatro, dato il suo vasto seguito, divenne veicolo di diffusione di idee e problematiche nella vita politica e culturale della Atene democratica.

## Caratteristiche

### Origini
Secondo la tradizione, il primo uomo di teatro sarebbe stato Tespi, un personaggio semileggendario che sarebbe giunto ad Atene dall'Icaria, verso il VI secolo a.C., portando sul suo carro i primi attrezzi di scena, arredi scenografici, costumi e maschere teatrali. Tuttavia, dal punto di vista storico, il nucleo originario attorno al quale si svilupparono la tragedia e la commedia fu il coro. Quest'ultimo trae la sua origine, verosimilmente, da canti corali che venivano eseguiti precedentemente alla nascita del teatro. Scrive Aristotele, nella sua Poetica, che la tragedia nacque dall'improvvisazione, precisamente "da coloro che intonano il ditirambo", un canto corale in onore di Dioniso.
Gli studiosi hanno formulato una serie di ipotesi riguardo al modo in cui si sia compiuta, nel VI secolo a.C., l'evoluzione dal ditirambo alla tragedia. Pur con numerose incertezze e dubbi, in generale si ritiene che gradualmente il corifeo (ossia il capo del coro, che fungeva da guida per gli altri) abbia cominciato a differenziarsi dal resto del coro, distaccandosene e cominciando a dialogare con esso, diventando così un vero e proprio personaggio. Questo dialogo tra il coro e il personaggio sarebbe quindi alla base della nascita del teatro. Ecco, dunque, che, a partire da un canto epico-lirico, nacquero gradatamente i primi spettacoli teatrali (secondo il Marmor Parium, le prime rappresentazioni teatrali organizzate si ebbero ad Atene attorno al 534 a.C.). Mentre nasceva e si strutturava la tragedia vera e propria, lo spirito più popolare dei riti e delle danze dionisiache sopravvisse nel dramma satiresco. Quanto alla commedia, il suo coro nacque alcuni decenni dopo la tragedia dal kòmos, il corteo associato alle falloforie (feste di fertilità che si svolgevano per la semina e il lavoro nei campi) e alle ritualità simposiache, divenendo la controparte comica del coro tragico.

### I generi teatrali

#### La tragedia
La tragedia greca rappresenta una vicenda, quasi sempre presa dalla mitologia, riguardante uno o più uomini o semidei. Scrive Aristotele nella Poetica che lo scopo della tragedia è suscitare negli spettatori sentimenti di pietà e paura, arrivando in questo modo alla purificazione da queste passioni. Viene raccontato, per esempio, il terribile dilemma di Oreste (cui viene ordinato dal dio Apollo di uccidere la propria madre Clitennestra, colpevole di aver ucciso il proprio marito e padre di Oreste), o la vicenda delle Baccanti, o il dramma di Antigone, che decide di seppellire il proprio fratello Polinice nonostante il divieto imposto dal re di Tebe. Il pubblico già conosceva la vicenda nelle sue linee generali (essendo parte del mito), ma ciò che non poteva sapere era come la storia sarebbe stata nuovamente interpretata, raccontata e, magari, modificata dal drammaturgo.
I più importanti e riconosciuti autori di tragedie vissero tutti nel V secolo a.C.:
- Eschilo (di cui ci sono rimaste sette tragedie)
- Sofocle (sette tragedie)
- Euripide (diciotto tragedie, di cui una molto probabilmente apocrifa, e un dramma satiresco)

La tragedia inizia generalmente (ma non sempre) con un prologo da parte di un personaggio, che ha la funzione di introdurre l'argomento del dramma; segue la parodo, ossia il canto con il quale entra in scena il coro. L'azione scenica vera e propria si dispiega quindi tramite gli attori attraverso tre o più episodi, intervallati dagli stasimi (intermezzi in cui il coro tramite canti e danze commenta, illustra o analizza la situazione che si sta sviluppando). L'ultima scena, il finale della vicenda, è chiamata esodo.
Non tutti gli eventi del dramma venivano rappresentati sulla scena; quelli più violenti (in particolare gli omicidi) avvenivano infatti fuori di essa. Gli spettatori prendevano coscienza dell'avvenimento tramite l'annuncio di un personaggio che aveva assistito all'evento, oppure tramite le urla provenienti da fuori scena.
Dopo il V secolo a.C., la tragedia continuò con Agatone e altri autori, ma di essi non ci sono rimaste opere.

#### La commedia

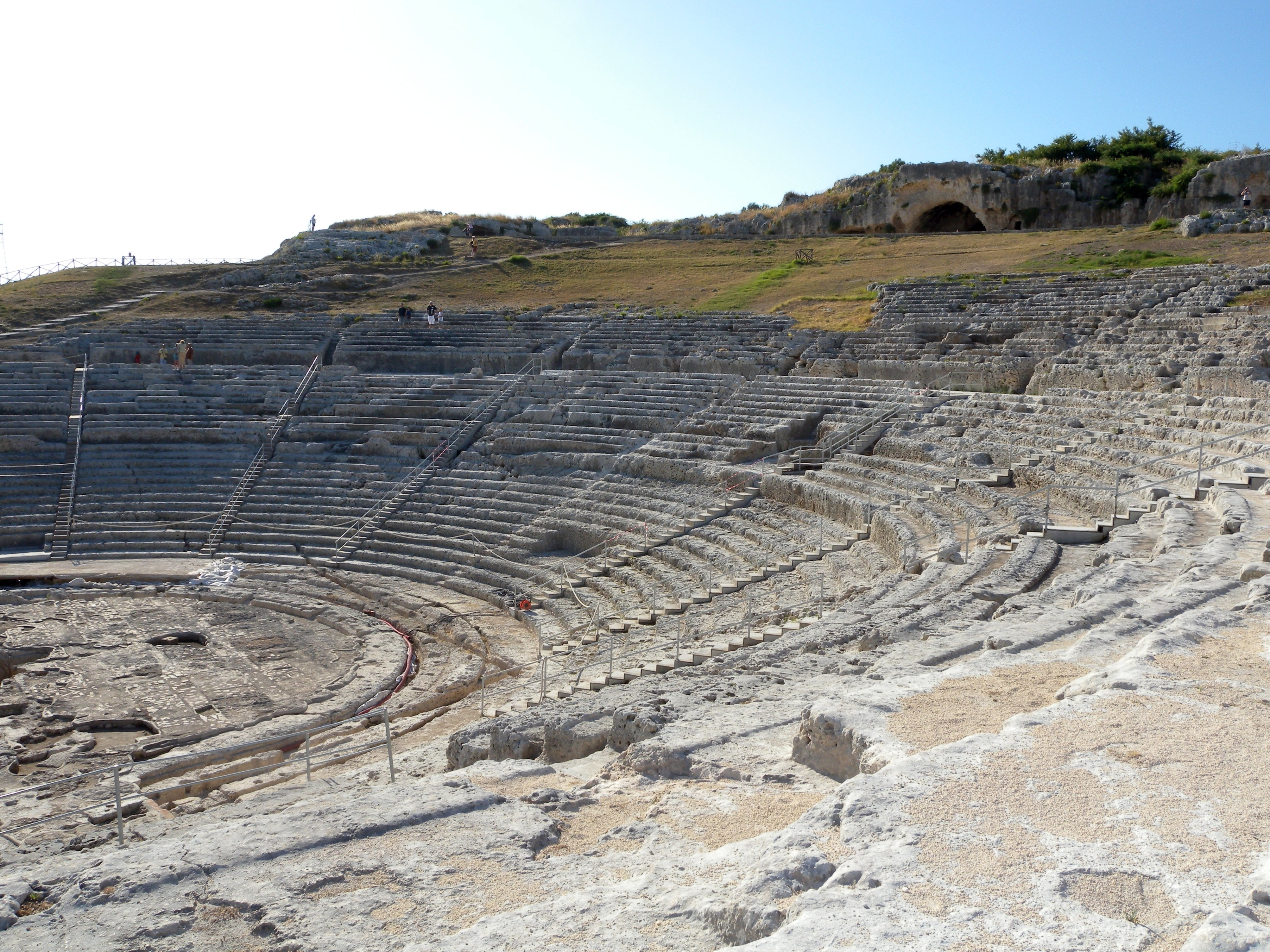
Il teatro di Siracusa

Secondo la testimonianza di Aristotele, furono i siracusani Formide ed Epicarmo i primi autori di testi teatrali comici, di conseguenza la commedia siracusana precederebbe quella attica. Anche in altre città si erano sviluppate forme di spettacolo burlesche, come le farse di Megara, composte di danze e scherzi. Tuttavia tali testi non ci sono pervenuti, rendendo quindi impossibile un giudizio su di essi.
Per quanto riguarda la commedia attica, essa si sviluppò ad Atene circa mezzo secolo dopo la tragedia e sicuramente i due generi si influenzarono a vicenda. Il genere comico (che, a differenza del tragico, utilizzava trame e personaggi non presi dal mito ma inventati dall'autore stesso) si sviluppò e modificò nel corso di alcuni secoli, tanto che i filologi della biblioteca di Alessandria suddivisero la commedia greca in tre fasi:
- commedia antica, nel periodo che va dalle origini fino al IV secolo a.C.;
- commedia di mezzo, fino all'inizio dell'Ellenismo (323 a.C.);
- commedia nuova, che coincide con l'età ellenistica.

Della commedia greca ci sono giunti i testi di solo due autori:
- Aristofane (appartenente alla commedia antica, di cui ci sono rimaste undici opere)
- Menandro (appartenente alla commedia nuova, di cui ci sono rimaste due opere sostanzialmente complete e numerosi frammenti)

La commedia antica è fortemente incentrata su Atene e sulle sue problematiche, tanto che le sue trame spesso prendono di mira i personaggi più in vista della città a quei tempi (Cleone, Socrate, Euripide), deridendoli o criticandoli. Sono inoltre presenti numerosi elementi fantastici e immaginifici. Aristofane, considerato il più grande autore della commedia antica, è anche l'unico di cui ci siano rimasti testi, nonostante anche altri autori, per esempio Cratino, fossero molto apprezzati.
La commedia di mezzo prende buona parte del IV secolo a.C., ma ci è sostanzialmente ignota, non essendo rimaste opere. I suoi maggiori esponenti furono Antifane, Anassandride e Alessi. Pare che in questo tipo di commedia le trame legate all'attualità siano andate declinando (probabilmente anche a causa del mutato periodo storico: la lunga guerra del Peloponneso si era conclusa con la sconfitta di Atene e la perdita del suo primato sulle poleis greche), sostituite da opere non più impegnate politicamente o da parodie di episodi mitologici.
L'ultima fase della commedia attica fu la commedia nuova, che coincide con l'età ellenistica. Essa completa il suo spostamento dall'analisi dei problemi pubblici all'universo dell'individuo. I personaggi riproducono dei "tipi" secondo uno schema poi divenuto classico e adottato dalla commedia latina e, più tardi, dalla commedia dell'arte e dalle opere moderne: i giovani innamorati, il vecchio scorbutico, lo schiavo astuto, il crapulone. Il maggiore esponente della commedia nuova era considerato Menandro, l'unico di cui, grazie ad alcuni ritrovamenti archeologici, possediamo alcune opere.

#### Il dramma satiresco
Il dramma satiresco era una rappresentazione di tipo comico, di solito messa in scena dopo le tragedie, allo scopo di risollevare l'animo degli spettatori, incupito dagli eventi tragici. Autori dei drammi satireschi erano di solito gli autori di tragedie e non di commedie, e la sua caratteristica principale era che il coro era sempre composto da satiri, creature mitologiche dal comportamento comico, in quanto caratterizzato da pavidità, smargiasseria, golosità. Per esempio, negli Spettatori o atleti ai giochi istmici di Eschilo, essi sono atleti, mentre nel Ciclope di Euripide, essi sono i servitori di Polifemo in una parodia del celebre episodio dell'Odissea di Omero.
Il dramma satiresco come genere teatrale cominciò a declinare già in tempi antichi. Oggi, oltre a vari frammenti, ne conosciamo solo uno completo (Il ciclope di Euripide) e circa i tre quarti di un altro (I cercatori di tracce di Sofocle), cui manca però il finale.

### Il coro

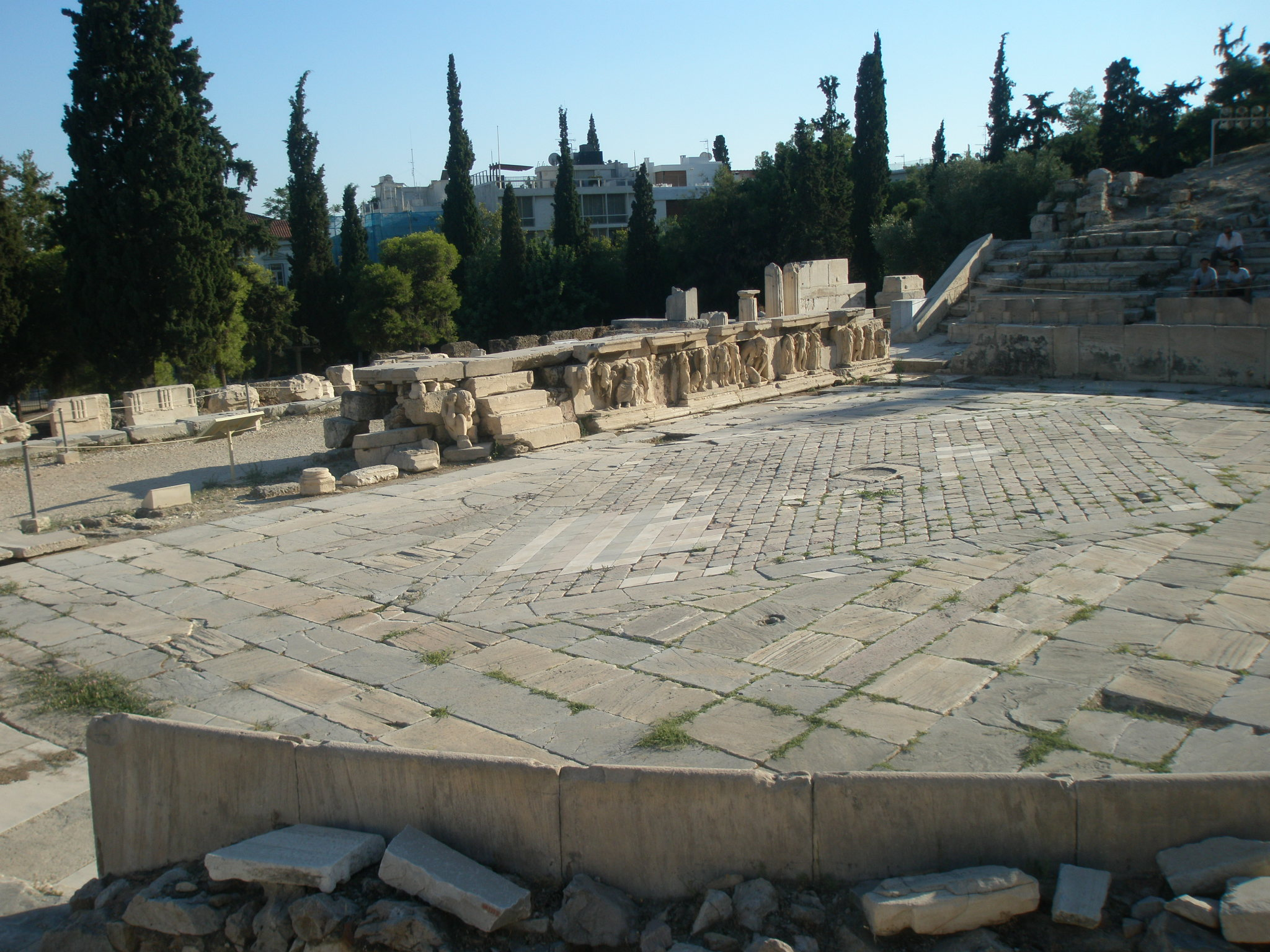
L'orchestra del teatro di Dioniso ad Atene, dove vennero messe in scena tutte le opere di teatro greco antico che conosciamo. Si vedono alcuni gradini che portavano al palco rialzato, ma è probabile che tale palco non ci fosse al tempo dei grandi tragici

Il coro, presente in tutti e tre i generi teatrali dell'antica Grecia, rappresenta un personaggio collettivo, che partecipa alla vicenda tanto quanto gli attori stessi. Per esempio, nella tragedia Agamennone di Eschilo, esso è formato da un gruppo di anziani notabili di Argo; nelle Baccanti di Euripide esso è costituito appunto dalle sfrenate menadi, e nell'Elena dello stesso autore, il coro è formato da un gruppo di giovani schiave greche. In alcuni casi il coro è suddiviso in due semicori, come nella commedia Lisistrata di Aristofane.
Nel periodo ellenistico gli attori recitavano su un palco rialzato, mentre il coro stava nella sottostante orchestra, tuttavia in precedenza, al tempo dei grandi tragici (V secolo a.C.), non è noto se tale palco fosse effettivamente presente, o se attori e coro recitassero insieme nell'orchestra; gli studiosi sono divisi a tal proposito, anche se sembra più probabile che attori e coro recitassero nello stesso spazio, viste le numerose occasioni in cui essi si avvicinano tra loro o escono dalle stesse uscite. Il coro entrava nell'orchestra all'inizio dello spettacolo e vi restava per tutta la durata della rappresentazione. Durante le parti riservate agli attori è probabile che il coro restasse ai margini dell'orchestra, mentre durante la parodos (il canto di ingresso) e i cosiddetti stasimi esso eseguiva canti e danze.
Poiché rappresenta uno degli elementi fondanti del teatro, nelle opere più antiche il coro riveste un ruolo centrale, interagendo frequentemente con gli attori, come nelle tragedie di Eschilo. Col passare del tempo però esso andò sempre più defilandosi, tanto che nelle ultime tragedie di Euripide (fine del V secolo a.C., circa sessant'anni dopo Eschilo) esso è spesso del tutto avulso dall'azione, costituito da un gruppo di persone che nulla hanno a che vedere con la vicenda e si limitano a osservarla e commentarla. Il coro, com'era inizialmente inteso, alla fine scomparve completamente, sostituito da intermezzi cantati, intercambiabili tra uno spettacolo e un altro. Le opere della commedia nuova, databile alla seconda metà del IV secolo a.C., sono infatti prive di coro.

### Gli attori e la maschera
Gli attori, esclusivamente uomini anche nelle parti femminili (perché le donne non potevano recitare), indossavano maschere che li rendevano riconoscibili anche a grande distanza. Tali maschere avevano il difetto di azzerare qualsiasi possibilità di espressione facciale, ma con la distanza tra attori e pubblico tipica dei teatri greci (spesso di svariate decine di metri) il viso non sarebbe stato comunque visibile. Le maschere amplificavano la voce, grazie al foro della bocca che creava eco.

## Gli edifici teatrali

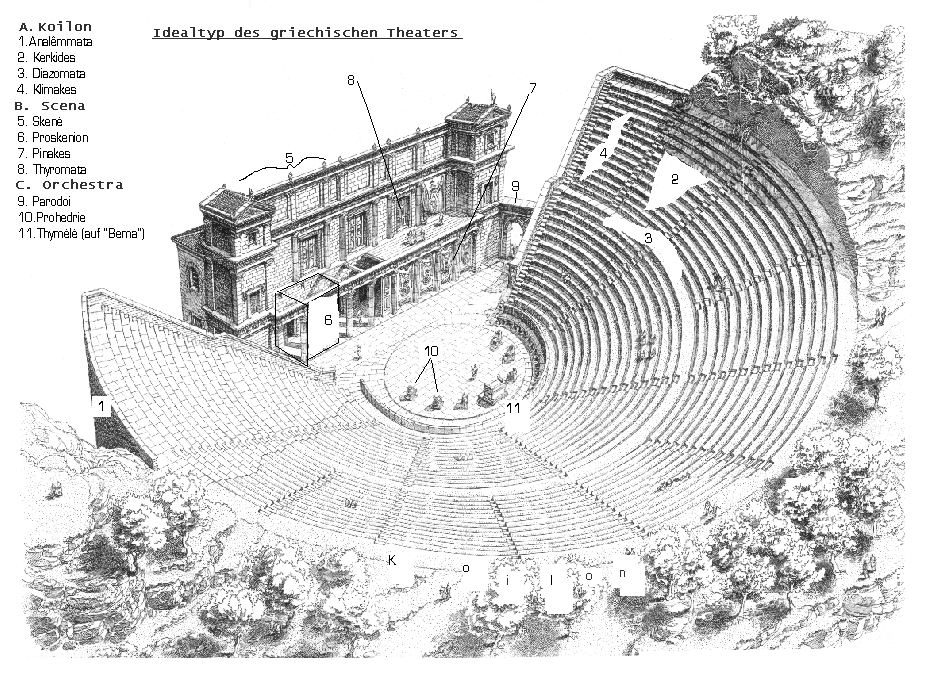
Modello di teatro greco

I teatri erano in genere costruiti sul fianco di una collina, per sfruttarne il pendio naturale. Alla base c'era un ampio terreno circolare detto orchestra, da cui si dipartivano su un lato i sedili per gli spettatori, che avevano dunque una visuale dall'alto. Sul lato opposto dell'orchestra c'era la scenografia (benché alcune opere non ne richiedessero una), con un'entrata al centro di essa. La scenografia poteva a volte essere decorata e serviva per gli attori come copertura dal pubblico durante il cambio dei costumi. Vi erano poi due ulteriori entrate dette parodoi (o eisodoi), costituite di due corridoi coperti posti tra le gradinate del pubblico e la scenografia. Come già accennato, non è chiaro se nel V secolo a.C. esistesse un palco rialzato per gli attori, o se questi, insieme al coro, recitassero nell'orchestra. Pare però più probabile questa seconda ipotesi. Ad Atene le rappresentazioni avvenivano al teatro di Dioniso; altri esempi notevoli di teatri greci antichi sono il teatro di Epidauro o quello di Siracusa.

## L'organizzazione teatrale ad Atene
Ad Atene e dintorni le rappresentazioni teatrali si tenevano in occasione di tre festività nel corso dell'anno, dedicate a Dioniso, dio del teatro. Erano spesso assai costose, e a carattere competitivo: alla fine delle rappresentazioni una giuria di cittadini nominati per sorteggio decretava una classifica. Le feste durante le quali avvenivano le rappresentazioni teatrali erano:
- Le Grandi Dionisie: le feste più importanti, celebrate all'inizio della primavera, in cui venivano messe in scena sia tragedie sia commedie, e a cui potevano assistere i cittadini di tutte le città della Grecia (ad eccezione, si può supporre, delle città nemiche di Atene). Organizzate dallo Stato, erano le rappresentazioni più costose e curate, finanziate dai cittadini ateniesi più abbienti.
- Le Lenee: feste popolari che si tenevano in inverno, caratterizzate dalla rappresentazione di commedie e a volte di tragedie.
- Le Dionisie rurali: feste di minore importanza, organizzate durante l'inverno nei paesi attorno ad Atene, aperte solo ai cittadini ateniesi e nelle quali venivano rappresentate solo commedie.

### Le Grandi Dionisie
Ogni anno, nel mese di Elafebolione (la fine di marzo), ad Atene si svolgevano le Grandi Dionisie, una festa in onore di Dioniso all'interno delle quali si organizzavano le manifestazioni teatrali. Tale festa era organizzata dallo Stato e l'arconte eponimo, appena assunta la carica, provvedeva a scegliere tre dei cittadini più ricchi ai quali affidare la "coregia", ossia l'allestimento di uno spettacolo teatrale. Nell'Atene democratica in effetti i cittadini più abbienti erano tenuti a finanziare servizi pubblici come liturgia, ossia come tassa speciale. Oltre alla coregia una delle liturgie più importanti era ad esempio l'allestimento di una nave per la flotta, la trierarchia.
Durante le Dionisie si svolgeva una gara fra tre autori, scelti dall'arconte eponimo forse sulla base di un copione provvisorio, ognuno dei quali doveva presentare una tetralogia composta di tre tragedie e un dramma satiresco; ogni tetralogia veniva recitata nello stesso giorno a partire dal mattino fino al pomeriggio inoltrato, così che le rappresentazioni tragiche duravano tre giorni, mentre il quarto giorno era dedicato alla messa in scena di cinque commedie, che costituivano una competizione separata, riservata alle opere comiche. Alla fine dei tre giorni di gara si attribuiva un premio al miglior autore, al miglior attore e al miglior coro. Il sistema utilizzato prevedeva che le giurie fossero composte da dieci persone (non esperti, ma cittadini comuni estratti a sorte secondo una procedura piuttosto complessa). Al termine delle rappresentazioni, i giurati ponevano in un'urna una tavoletta con scritto il nome del vincitore prescelto. Infine venivano estratte a sorte cinque tavolette, e solo in base a quelle veniva proclamato il vincitore. In questo modo la classifica finale era influenzata non solo dalla scelta dei giurati, ma anche in parte dalla sorte.
La fama che le Dionisie avevano raggiunto era tale che numerose persone provenivano anche da altre città per assistere alle rappresentazioni. Pare che il teatro di Dioniso, dove venivano messi in scena gli spettacoli, potesse ospitare tra i 14 000 e i 17 000 spettatori.

### Le Lenee

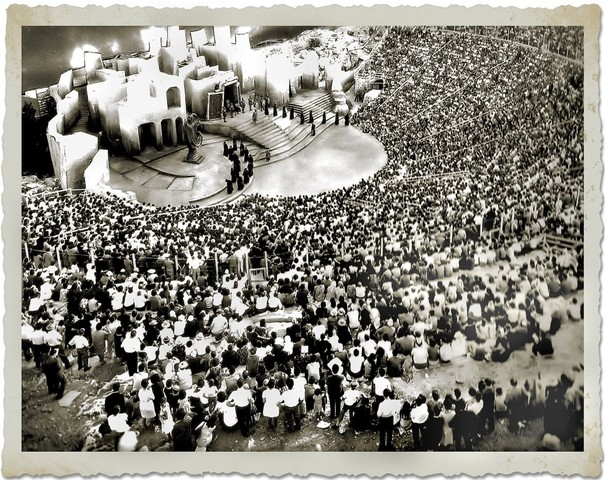
Rappresentazione moderna al teatro greco di Siracusa

Un'altra festività nella quale venivano rappresentate opere tragiche era quella delle Lenee, che si tenevano nel mese di Gamelione (gennaio). Anche qui le rappresentazioni avvenivano al teatro di Dioniso, ma il pubblico era esclusivamente ateniese, dal momento che la navigazione era interdetta per tutta la stagione invernale a causa delle proibitive condizioni meteorologiche. Inizialmente alle Lenee si rappresentavano cinque commedie, poi, nel tardo V secolo, si cominciò a rappresentare anche tragedie: due autori presentavano due tragedie a testa.

### Le Dionisie rurali
Le Dionisie rurali erano feste che si svolgevano in inverno nei demi intorno ad Atene. Al loro interno, si facevano rappresentazioni teatrali di importanza minore. Recandosi nei vari demi, un appassionato poteva assistere a numerose rappresentazioni l'anno.

### Il teatro e lapolis
Per i Greci, il teatro non era soltanto uno spettacolo di massa, ma anche un rituale collettivo di profondo significato religioso e sociale, concepito come uno strumento educativo al servizio della comunità. Data la regolarità delle rappresentazioni e la grande partecipazione del pubblico, il teatro assunse la funzione di cassa di risonanza per le idee, i problemi e la vita politica e culturale della Atene democratica: questo vale soprattutto per la commedia, che poteva trattare direttamente i problemi dell'attualità, ma anche per la tragedia, che pur parlando di un passato mitico poteva farsi metafora dei problemi profondi della società ateniese. Agli spettacoli la popolazione partecipava in massa e forse già nel V secolo a.C. erano ammessi anche donne, bambini e schiavi (è accertato che le donne fossero ammesse nel IV secolo a.C., ma per il V secolo si tratta solo di un'ipotesi). Quando il costo per produrre gli spettacoli si fece sensibile, fu istituito un prezzo d'ingresso, affiancato però dal cosiddetto teorico, un fondo speciale per pagare il biglietto ai meno abbienti.

### Esplicative
1. 1 2  
«In Grecia la tragedia era una cerimonia religiosa, nel senso che faceva parte delle feste di Dioniso, e trattava grandi problemi religiosi. [...] La tragedia dei tre grandi poeti [Eschilo, Sofocle ed Euripide] e dei loro contemporanei era sempre religiosa, nel senso che l'interesse non andava soltanto all'azione come serie appassionante di eventi, né semplicemente allo studio di personaggi straordinari (sebbene entrambi questi motivi fossero importanti), bensì al significato dell'azione in quanto essa esemplificava il rapporto dell'uomo con le potenze che dominano l'universo e il rapporto di queste potenze con il suo destino.»
(Arthur Wallace Pickard-Cambridge e Donald William Lucas, Dizionario di antichità classiche, Cinisello Balsamo, Edizioni San Paolo, 1995, pp. 2123-4)
2. ↑  Di Epicarmo ci restano solo pochi frammenti di un mimo, opera comica.
3. ↑  Il coro aveva comunque la possibilità di inserirsi nei dialoghi degli attori tramite il corifeo.
4. ↑  Durante la guerra del Peloponneso, forse per motivi economici, le commedie furono ridotte a tre, da rappresentarsi una al giorno alla fine delle opere dei tragici.

### Bibliografiche
1. ↑  Aristotele, Poetica, 4, 1449a.
2. 1 2  Di Benedetto-Medda, 248-249.
3. 1 2  Guidorizzi 2002, 127-129.
4. ↑  Fabrizio Festa, Silvia Mei, Sara Piagno, Ciro Polizzi, Musica: usi e costumi, Edizioni Pendragon, 2008, ISBN 88-8342-616-9.
5. 1 2 3  Guidorizzi 2002, 192; L. E. Rossi, Il dramma satiresco attico - Forma, fortuna e funzione di un genere letterario antico, in DArch 6, 1972, pp. 248-302.
6. ↑  Aristotele, Poetica
7. ↑  Aristotele, Poetica, 49b, 6, 24-28.
8. ↑  Guidorizzi 2002, 124-125.
9. ↑  Guidorizzi 2002, 137-193.
10. ↑  Guidorizzi 2002, 132-133.
11. ↑  Poetica, 1449b.
12. ↑  Guidorizzi 2002, 197-198.
13. ↑  Guidorizzi 2002, 194-195.
14. ↑  Guidorizzi 2002, 202, 226-227.
15. ↑  Guidorizzi 2002, 194-197, 199-201.
16. ↑  Guidorizzi 2002, 224.
17. ↑  Guidorizzi 2002, 222-225.
18. 1 2  Contrario all'esistenza del palco, vedi Di Benedetto-Medda, 10-11, 28. Favorevole, vedi Bernhard Zimmermann, La commedia greca, Carocci, 2010, ISBN 978-88-430-5406-0.
19. ↑  Di Benedetto-Medda, 10-12, 238.
20. ↑  Di Benedetto-Medda, 250.
21. ↑  (FR) Jacqueline de Romilly, La Tragédie grecque, PUF, 2006.
22. ↑  Guidorizzi 2002, 129-130.
23. ↑  Claude Mossé, Il cittadino nella Grecia antica, Armando Editore, 1998, ISBN 88-7144-877-4.
24. ↑  Fabrizio Festa, Silvia Mei, Sara Piagno, Ciro Polizzi, Musica: usi e costumi, Edizioni Pendragon, 2008 ISBN 88-8342-616-9.
25. ↑  Nazzareno L. Todarello, Le arti della scena, Latorre, 2006 ISBN 88-903202-0-6.
26. ↑  (EN)  Erika Simon, The Ancient Theatre, Taylor & Francis, 1982 ISBN 0-416-32530-0.
27. ↑  Guidorizzi 2003, 47.
28. ↑  Vincenzo Di Benedetto ed Enrico Medda. Il teatro antico in La storia del teatro, Einaudi, Torino, 1991, p. 7.
29. ↑  Silvana Sinisi e Isabella Innamorati, Storia del teatro: lo spazio scenico dai greci alle avanguardie storiche, Bruno Mondadori, Milano, 2003, p. 3.
30. ↑  Plutarco. Vite parallele, "Vita di Pericle", 9.1.